# 阿児町国府
阿児町国府（あごちょうこう）は、三重県志摩市の大字。地名の通り、志摩国の国府が置かれた地で、政治・経済・文化の中心地としての役割は失われたが、槇垣（まきがき）に囲まれた民家や独自の隠居制などの習俗が残る。
住民基本台帳に基づく2021年8月31日現在の人口は1,592人、1996年1月1日現在の面積は8.27km2である。郵便番号は517-0506。

## 地理
志摩市の中部にある阿児地域（旧志摩郡阿児町）の東部に位置する。安乗崎の付け根に当たる。東は太平洋、北は的矢湾に面し、地域住民は太平洋側を「表」、的矢湾側を「裏」または「裏海」と呼ぶ。太平洋岸は北東の阿児町安乗へ続く海食崖と、南の阿児町甲賀へ続く砂浜海岸（国府白浜）が対照的である。すでに陸地化しているが、集落の西側と南側にはラグーン（潟湖）があった。
- 山：天神山[15]
- 川：東海川（二級河川）[16]

国府の中心集落は、国府白浜に沿って北北東から南南西に伸び、幅2町（≒218 m）×長さ8町（≒873 m）の範囲に収まり、碁盤の目状に整っている。この集落部分に志摩国の国衙（こくが）があったと推定されるが、地割自体は天正年間（1573年 - 1593年）に僧の道念の下で行われたと伝承されている。集落は標高2 - 3 m程度の砂州（砂堆）の上にあり、東西両側を丘陵地帯にはさまれている。東側の丘陵は砂丘であり、天然の堤防としていたが、集落が形成されてからは人工的に堤防を築き、松の防風林を整えた。松の防風林はすでに失われているが、「さす」と呼ばれるマチクの垣根が海岸沿いに残っている。
北は磯部町坂崎・磯部町三ヶ所、北東は阿児町安乗、南は阿児町甲賀・阿児町神明、西は阿児町鵜方と接する。的矢湾をはさんで渡鹿野島（磯部町渡鹿野）と向き合い、渡鹿野島へ向かう渡船が運航している。

### 災害
国府は津波や台風の被害に遭うことが多く、高台移転と平坦地への再移動を繰り返した痕が、遺跡や遺物から窺える。天正年間以前は高台に分散して居住していたが、僧の道念が地割を施し、集落を1か所に集めた。
2021年（令和3年）発行のハザードマップによれば、国府の中心集落（標高2 m）を含む太平洋沿岸には地震発生後12 - 16分後に津波が到達し、最大浸水深は5 - 10 mと予想されている。国府漁村センター（屋上の海抜は11.0 m）が津波避難施設となっている。防災訓練を毎年実施しているため、津波到達まで30分あれば人的被害はないと国府地区まちづくり協議会は考えている。同協議会は三重県庁が公表した志摩市の被害想定から按分して、南海トラフ巨大地震での国府の最大被害想定を死者287人、建物の全壊・焼失を1,150棟と推算した。
国府自治会の中にある防災組織のほか、「志摩コーストガーディアンズ」という海上自衛隊・三重県・志摩市・三重大学・サーファー事務局・住民で結成された防災組織がある。

#### 災害史
「井戸の水が引いたら津波が来る」という言い伝えがあり、表（太平洋側）より裏海（的矢湾側）から来る津波の方が大きいと言われてきた。行政が避難所を指定するまで、住民は伝統的に天神山へ避難した。国府は何度も津波を受けているが、海岸線が単調で遠浅の海に面するため、被害は周辺地域よりも小さい。
江戸時代の宝永4年10月4日（グレゴリオ暦：1707年10月28日）に発生した宝永地震に伴う津波では集落のほぼ全域が被災し、田畑が砂に埋まったため、5年間年貢を免除された。この津波の影響は後々まで続き、津波前に200戸あった住宅がほぼ100年後の享和2年（1802年）には150戸に減少し、村人の半数が奉公や日雇いに出ていた。『新版阿児町史』では、宝永地震による被害を家屋の全壊6戸、死者1名とし、地震発生後に引き潮に気付いて村人が避難したことや、集落の街路が整然としていたことなどを理由に、被害は軽減されたと記している。
嘉永7年11月4日（1854年12月23日）の安政東海地震でも推定波高10 mの津波の襲来を受け、堤防全壊と集落全体の水没に見舞われたが、槇垣のおかげで他村より被害は軽微だった。とはいえ、全壊と半壊の家屋がそれぞれ50 - 60戸あり、イネは残らず流され、余震が続き11月12日（1854年12月31日）頃まで山小屋で生活したと記録されている。2014年（平成26年）時点で津波の痕が残る家が現存し、「田までボラが来た」、「家の周りを魚が泳いでいた」という口承がある。
1944年（昭和19年）12月7日の昭和東南海地震では、地曳網小屋や養殖筏の破壊や瓦の落下などの被害があった一方、建物の倒壊や火災は起きなかった。この地震の経験者は、海水が大きく引き、普段は（海中にあって）見えない岩が見えたと語っている。1959年（昭和34年）9月26日の伊勢湾台風は、暴風雨に見舞われたが集落の浸水はなく、的矢湾で高潮が発生した。

### 小・中学校の学区

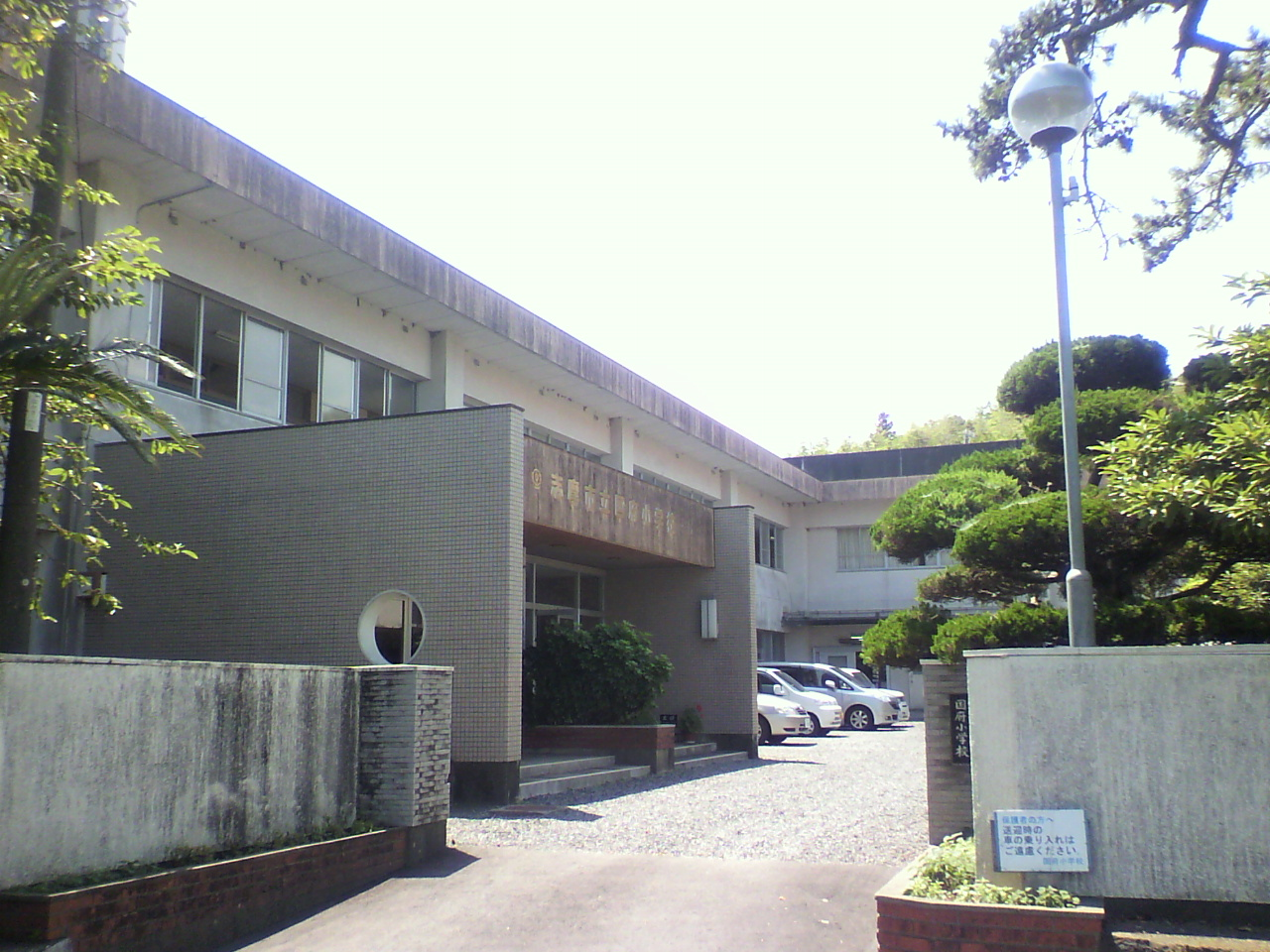
旧・国府小学校

市立小・中学校に通う場合、学区は以下の通りとなる。
| 地域     | 小学校     | 中学校     |
| -------- | ---------- | ---------- |
| 下記除く | 東海小学校 | 東海中学校 |
| 一部     | 鵜方小学校 | 文岡中学校 |

阿児町国府にはかつて国府小学校、安乗中学校があった。国府小学校と安乗中学校は2018年（平成30年）度にそれぞれ東海小学校・東海中学校へ統合された。

## 歴史

### 原始から奈良時代
国府からは旧石器時代や縄文時代の遺跡は見つかっておらず、当時は人が住んでいなかったと考えられる。小字宇さぎ（うさぎ）から弥生土器の破片、小字五拝（ごはい）では4基の古墳が見つかっている。691年に持統天皇が志摩地方へ行幸した際に設けられた阿胡行宮が国府と甲賀の境界にある阿児山付近にあったという説がある。ただし阿胡行宮は現代の鳥羽市域にあったとする説もあり、正確な位置は特定されていない。この頃はまだ伊勢国の一部であり、志摩国として独立するのは国郡里制（大宝元年=701年）の成立以後である。
古代の国府は現代の阿児町国府・阿児町甲賀・阿児町志島にまたがる地域であったと推定され、志島古墳群は志摩国司の墓所、甲賀の地名は国衙（こくが）の転訛したもの、という伝承がある。文献上は『和名類聚抄』に志摩国の国府が英虞郡にある旨が記されている。志摩国府の正確な位置は未解明であるが、国府白浜から阿児の松原までの沿岸部にあったと推定される。また、条里制の名残りと考えられる長方形の地割が集落の西方にあり、三反田、上ノ坪、中坪といった条里制に由来する小字が現存する。平城京跡から出土する木簡には志摩国からアワビ、ミルガイ、ナマコなどの水産物が朝貢されていたことを伝えており、志摩国の水産物を海路で集めて都へ出荷する上で便利であったため、当地に志摩国府が設けられたものと推測できる。集荷のための港（国津）は、集落の西にあったラグーン（潟湖）を利用していた。ラグーンはすでに陸地化しているが、古代から中世まで天然の港として利用されたようで、東海道・北海道など「海道」（げと、海からの道または海への道を意味する）の付く小字が残る。
天平13年（741年）、聖武天皇の詔により志摩国にも国分寺が建立されることとなり、現存する志摩国分寺付近に伽藍が整備されたと見られる。志摩国は下国であるが故に、国分寺の建設には伊勢国・尾張国・三河国の正税を充て、これら3国の資金援助を受けながら国分寺を営んだ。しかし大同4年（809年）に国分寺・国分尼寺の僧尼を伊勢国分寺へ移したという記述が『日本後紀』にあり、半世紀ほどで廃寺となった。

### 平安時代から安土桃山時代
国府は英虞郡では最も裕福な地であり、平安時代には伊勢神宮の御厨（荘園）となり、神宮に納税していた。鎌倉時代には伊勢国南部と志摩国を治めた金沢氏の支配を受けたと見られ、南北朝時代には北畠氏の勢力下に入った。この頃の集落跡である殿畑遺跡が見つかっており、掘立柱建物や陶磁器・土師器などが出土している。
戦国時代になると、志摩国は13人の地頭が群雄割拠する時代を迎え、北畠氏傘下の国府内膳（国府大膳、国府右衛門太夫とも）が国府城（国府砦）を築き、国府衆を率いて国府を支配した。国府内膳の記録は、相模三浦氏の出である三浦新介が志摩国にやってきて以降途絶え、国府衆は三浦の率いた安乗衆（三浦衆）に吸収された。三浦は畔乗（現・志摩市阿児町安乗）を拠点としていたが、後に国府城を本拠、畔乗城を支城とした。永禄13年（1570年）、三浦は九鬼嘉隆が地頭らを次々と平定していくのを見て敗北を悟ったが、九鬼の配下となることを良しとせず、織田信雄を頼って志摩国を離れたので、城は廃城となった。なお、三浦新介と国府内膳を同一人物として扱う資料もある。

### 江戸時代以降
江戸時代には、志摩国答志郡国府組に属し、国府村として鳥羽藩の配下にあった。国府組は鳥羽藩の大庄屋の統括組織の1つであり、国府村のほか、国崎・相差・畔蛸・千賀・堅子（以上、現・鳥羽市）・的矢・三ヶ所・渡鹿野・安乗・甲賀・志島・畔名・名田（以上、現・志摩市）の各村を管轄した。
村高は江戸時代を通して1,411石余であり、浦役として銀を105匁を納めた記録があるが、漁業は肥料として海藻を得ることが目的であり、農業を主としていた。また、地曳網によるイワシ漁も行っていたが、不振であった。廻船や御城米積船が破損した際には救助に向かった。ほかに10月から1月まで水鳥を捕獲する鳥打や杉苗の植樹を行っていた記録がある。隣村の安乗村との境界付近にある「あせ山」では、国府村と安乗村がたびたび争論を起こし、決着がつかなかったため、入山禁止となった。
享保12年（1727年）の「初寄合条目」では、みだりな新田開発をしないこと、用水を勝手に自身の耕地に引き入れないこと、割り当て以上に海浜の稲干場を拡大しないこと、イワシ網の数を増やさないことを取り決めた。千葉徳爾はこの記録を単に国府村が村落共同体を成していたと見るのではなく、漁村から農村へと転じる中で旧来の規定を維持できなくなったと解釈できるのではないかと分析した。
1889年（明治22年）、町村制の施行により、国府村は単独で村制を敷いた。1955年（昭和30年）に合併により阿児町の大字・国府となった。更に2004年（平成16年）の志摩市発足により、志摩市の大字・阿児町国府となった。2018年（平成30年）、阿児町国府にあった国府小学校と安乗中学校が統合により閉校した。

### 沿革
- 1889年（明治22年）4月1日 - 町村制施行により、答志郡国府村となる。大字は編成せず[9]。
- 1896年（明治29年）4月1日 - 郡の統合により答志郡と英虞郡の合併により、所属郡が志摩郡に変更[46]、志摩郡国府村となる。
- 1955年（昭和30年）1月1日 - 昭和の大合併により志摩郡阿児町国府となる[9]。
- 2004年（平成16年）10月1日 - 平成の大合併により、志摩市阿児町国府となる[1]。

### 地名の由来
志摩国の国府が置かれたことにちなむ。国府を「こう」と読むのは、「こくふ」の音が変化したことによる。

### 人口の変遷
志摩市全体の人口は、2000年（平成12年）から2014年（平成26年）の間に15.51%減少しており、国府も同程度の減少率である。高齢化率は志摩市平均（35.45%）よりやや高い。国府には、他地域からの移住者を好まない傾向がある。
総数 [世帯数： 、人口： ]
| 1746年（延享3年）  | 189戸 916人     |
| 1802年（享和2年）  | 約150戸 約800人 |
| 1880年（明治13年） | 162戸 1,081人   |
| 1908年（明治41年） | 193戸 1,351人   |
| 1940年（昭和15年） | 220戸 1,256人   |
| 1944年（昭和19年） | 220戸 1,272人   |
| 1954年（昭和29年） | 301世帯 1,743人 |
| 1980年（昭和55年） | 458世帯 1,541人 |
| 1990年（平成2年）  | 554世帯 1,704人 |
| 1995年（平成5年）  | 808世帯 2,229人 |
| 2000年（平成12年） | 962世帯 2,568人 |
| 2010年（平成22年） | 918世帯 2,321人 |
| 2015年（平成27年） | 876世帯 2,131人 |
| 2021年（令和3年）  | 815世帯 1,593人 |

## 産業
2015年（平成27年）の国勢調査による15歳以上の就業者数は983人で、産業別では多い順に宿泊業・飲食サービス業（136人・13.8%）、卸売業・小売業（125人・12.7%）、医療・福祉（120人・12.2%）、生活関連サービス業・娯楽業（85人・8.6%）、建設業（70人・7.1%）となっている。2016年（平成28年）の経済センサスによると、全事業所数は113事業所、従業者数は427人である。具体的には多い順に、卸売業・小売業が25、宿泊業・飲食サービス業が20、不動産業が19、建設業が10、医療・福祉、サービス業（他に分類されないもの）が各8、教育・学習支援業が5、製造業、運輸業、生活関連サービス業・娯楽業が各4、複合サービス事業が2、漁業、情報通信業、協同組織金融業、技術サービス業が各1事業所となっている。全113事業所のうち93事業所が従業員4人以下の小規模事業所である。

### 第一次産業

#### 農業
的矢湾と太平洋の2つの海に面しながらも、国府は「純農村」とも言える農業地帯であり、耕地整理された広い水田や点在するビニールハウスなど、漁村の多い志摩地方では珍しい風景が見られる。国府では、隠居制により分家の禁止や農地の分散の防止を図り、地主も小作人もいないことを誇りとしていた。2015年（平成27年）の農林業センサスによると、阿児町国府の農林業経営体数は19経営体（すべて家族経営）、農家数は69戸（うち販売農家は19戸）、耕地面積は田が85ha、畑が22ha、樹園地が4haであり、主に田は平地と谷間、畑は台地の緩斜面に分布する。主要農法は稲作（9経営体）と施設野菜（5経営体）であり、イチゴやレタスを栽培している。
1955年（昭和30年）時点では農家数は244戸（うち専業農家は62戸）で、1戸あたりの水田面積は5.9反（≒58.5 a）、畑面積は3反（≒29.8 a）であった。

#### 漁業
国府の漁業は三重外湾漁業協同組合安乗事業所が管轄する。2018年（平成30年）の漁業センサスによると阿児町国府の漁業経営体数は32経営体で、すべての経営体が沿岸漁業に従事し、うち19経営体は海面養殖業を営む、漁船数は75隻（うち船外機付き漁船が71隻）である。漁業就業者数は40人で、自営漁家が36人、残る4人は被雇用者である。主要漁法はのり類養殖（16経営体）と刺網（3経営体）である。主な漁獲物はヒトエグサとヒジキで、2017年（平成29年）の属人陸揚量（=漁獲量）は309.6 t、陸揚金額（=漁獲金額）は2億59百万円である。
江戸時代には的矢湾を囲む安乗・的矢・三ヶ所・渡鹿野と漁場争いを展開したが、その目的は農業用の肥料にするために海藻を採取することであった。享保11年（1726年）時点の漁船は23隻で、うち14隻が地曳網船（さっぱ船）、残りが藻取船（さっぱ船2隻とちょろ船7隻）であった。安政2年（1855年）にはさっぱ船5隻、藻取船78隻になった。ハマグリ漁を行い、鳥羽城主や家老・郡奉行などに納めていた。ハマグリ漁は、国府白浜でサーフィンが盛んになるまで続いた。

## 民俗
1980年（昭和55年）頃には、隠居制・槇垣・サーフィンなどが国府の特徴として一定の知名度があり、阿児町教育委員会の浦谷廣己は、「古代村落も変なところで名声を博している」と評した。国府を特徴付けていた隠居制も槇垣も、人口の流出や高齢化の進展により、崩壊しつつある。
住民組織は国府自治会の下、11の組に分かれており、組の下に5 - 6軒を単位とする班がある。各組は1番組から11番組と呼び、総代と組長がいる。班はコミュニティの最小単位で、行事や葬儀などを担う。志摩地方の漁村では若者組や寝屋などの年齢階層に基づく地域組織があったが、国府には存在しなかった。国府の住民は、地区全体や組単位でまとまるよりも、親類・友人ごとにまとまることを好む人が多い。

### 槇垣と地割

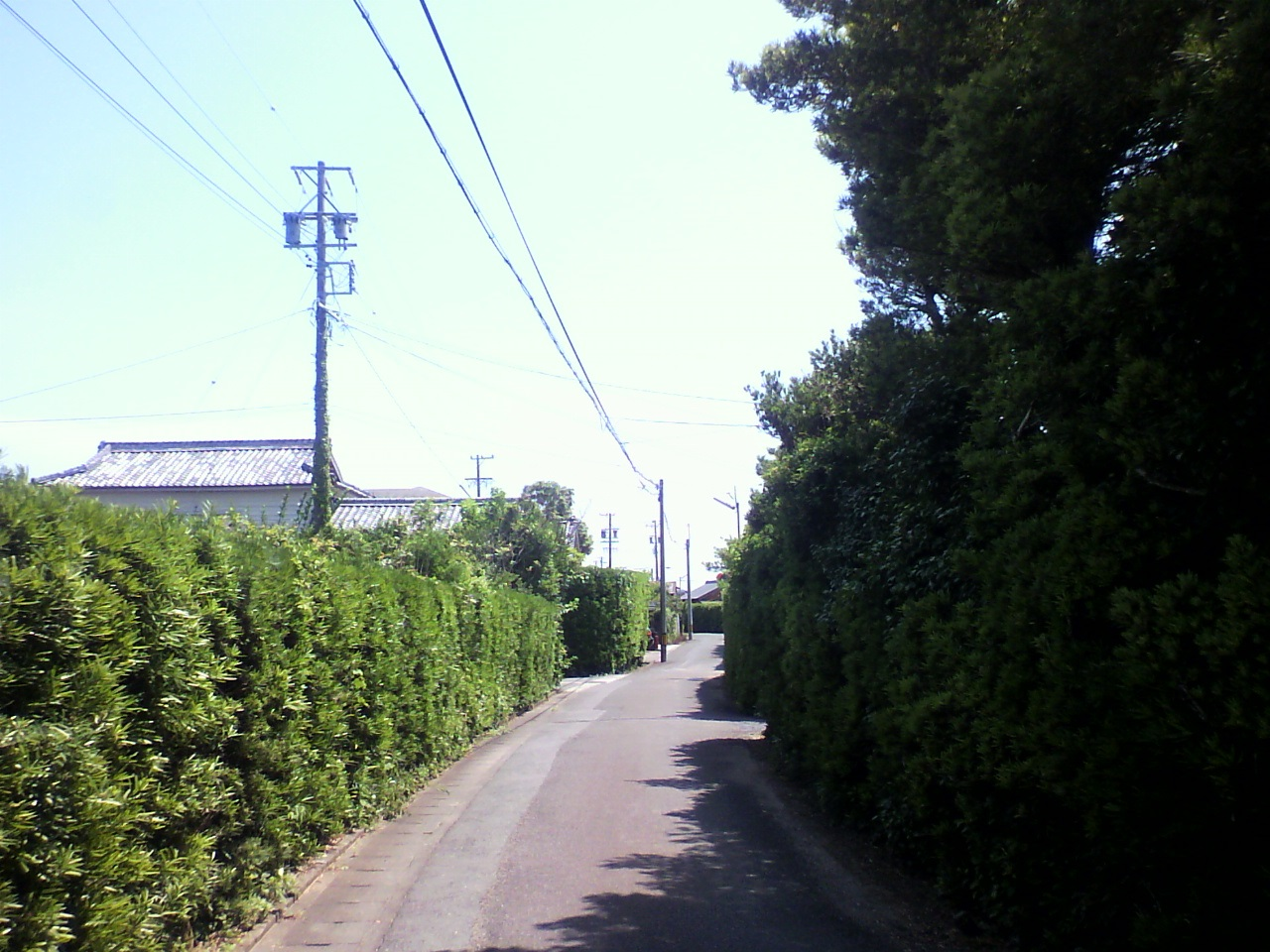
槇垣の連なる国府集落

国府集落は、天正年間（1573年 - 1593年）に浄土真宗の布教のために訪れた僧の道念が整備したと伝えられる。天正以前の国府は、津波や暴風雨を避けて高台に住宅が点在していたが、道念は集落を1か所に集め、南北方向に幅2間半（≒4.5 m）の主要道を敷き、これに平行する2本の世古（路地）と直交する16本の世古を整えた。また、集落の中央に寺院を、北端に神社（国府神社）を置いた。国府神社の鳥居前に立つと、南に向かって主要道が一直線に伸びている。
各戸は背の高い槇垣に四方を囲まれている。槇垣は火災・風水害・塩害・飛砂を防ぐ役割を持つ。実際に安政東海地震（嘉永7年=1854年）で津波に襲われたが、槇垣のおかげで他村より被害は軽微で、死者が出なかったと伝えられ、槇垣のおかげで隣家への延焼を防ぐことができたという証言がある。ブロック塀とは異なり、槇垣は地震で崩壊することがないので、避難経路が確保されるという利点もある。槇垣はきれいに刈り込んで維持されてきたが、住民の高齢化で維持が困難なため、背を低くしたり、撤去したりする家も出現している。
槇垣の内側の屋敷地には、主屋・隠居屋・納屋・蔵などが互いに独立して建てられ、この方式を「国府構え」と称する。国府構えの建物は基本的に方形の平屋建てで重心が低いので耐震性が高く、それぞれの建物が離れているため仮に1棟が倒れても隣の建物に影響を与えにくい。

### 隠居制
槇垣に囲まれた屋敷地の中では隠居制が行われた。平成期以降は、若者が職を求めて国府を出ていくため、下記の隠居制の特色はすでに過去のものとなってきている。
国府の屋敷は150 - 300坪（495.9 - 991.7 m2）あり、敷地内に家督を譲った両親らが暮らす隠居屋が設けられている。嫁と姑が別居する形態のため、「嫁天国」と呼ばれた。民俗学的調査を通して1960年代にはすでに研究者の間で知られ、調査団は世代別に別居する国府の隠居制を称賛したが、当時の国府の住民は特にこの制度を誇りとはしておらず、周辺の地区で国府を真似する動きはなかった。隠居制は国府特有の制度ではなく、現・志摩市域では磯部町穴川、磯部町飯浜、磯部町坂崎、大王町船越、志摩町和具の間崎島、鳥羽市でも答志島の和具集落や浦村町の今浦などでも行われていた。
国府の隠居制は、長男夫妻に最初の子供が生まれ、7夜の祝いを終えると、長男の両親は未婚の子供を連れて隠居屋へ移るという、家庭内別居の形をとる。隠居した両親と長男一家は、同じ敷地に住むが食事や家計を独立して行い、両親は「隠居田」・「隠居畑」として耕作しやすい土地を3分の1ほど長男夫婦から分与されて、これを耕しながら生活する。伝統的には別々に農作業を行っていたが、昭和戦後期に農業の機械化が進むと、耕作は両親と長男一家の共同作業になった。普段は別個に生活するが、あくまでも家庭内別居であるため、納税は長男夫妻が代表して行い、隠居者が亡くなった場合は遺体を主屋に運び、長男一家が葬儀を取り仕切った。隣接する阿児町甲賀では隠居すると墓を別にしていたが、国府では墓は共通である。
隠居制は農家だけでなく、商家や医師、住職の間でも行われた。3世代が暮らす家では、隠居した夫婦を大隠居・中隠居と呼んだ。なお、次男以下は結婚すると国府を出る風習があるため、隠居しない。

## 観光

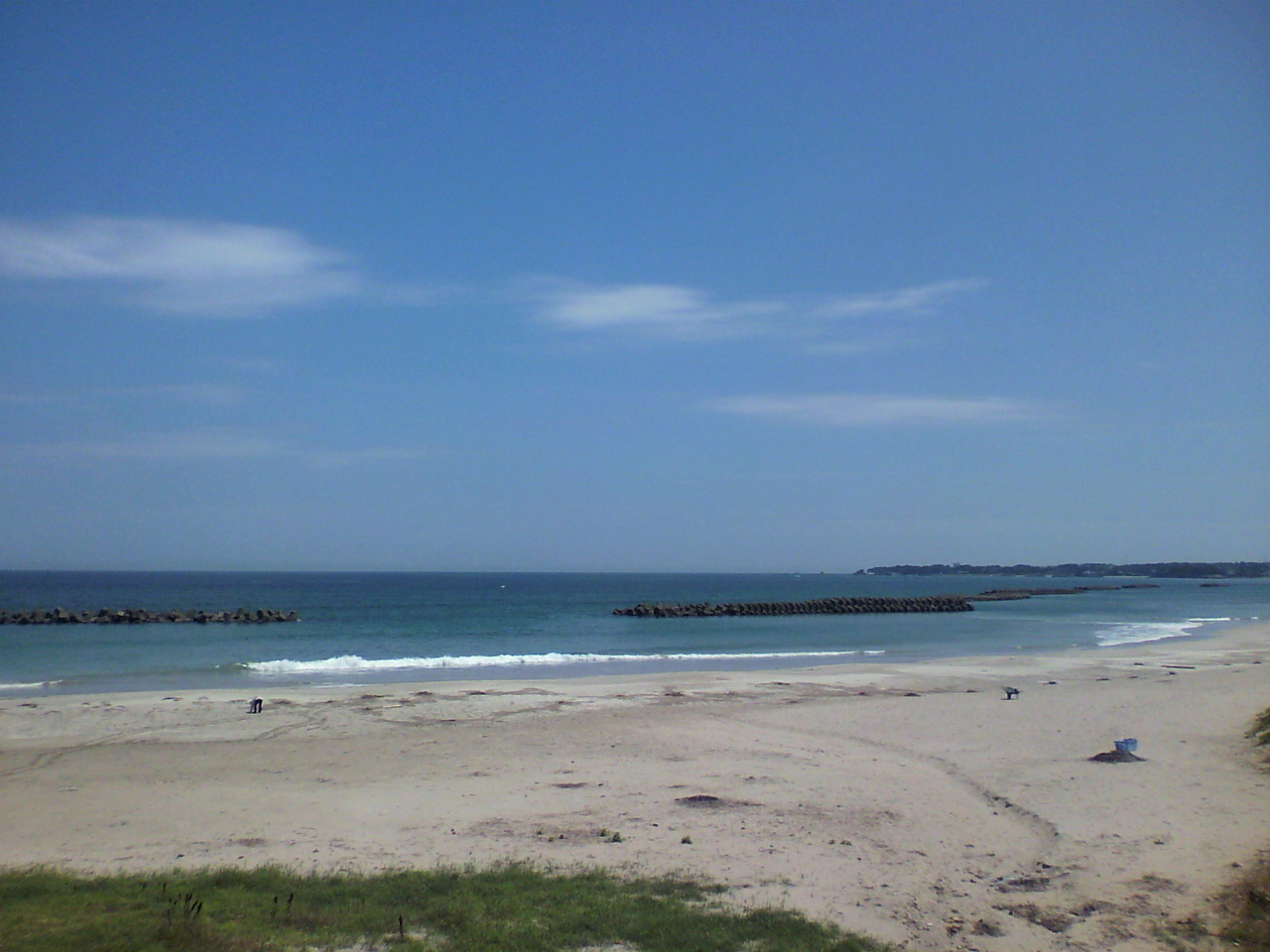
国府白浜

1980年代には旅館や民宿が14軒あった。2021年（令和3年）現在、志摩市観光協会のウェブサイトで紹介している宿泊施設は、「リゾートホテル ローズガーデン志摩」と「民宿 豊」の2軒である。
- 国府白浜 - サーフィンのメッカ[90]であり、少なくとも1980年代にはサーファーが来訪していた[11]。サーフスポットとなる前はハマグリの漁場であった[75]。
- 志摩パークゴルフ場 - 元は志摩カンツリークラブ[12]。北部の高台から国府白浜に沿って広がる[12]、日本で唯一の海に面したパークゴルフ場である[90]。

## 交通

### 鉄道
阿児町国府に鉄道は通っておらず、最寄り駅は近鉄志摩線鵜方駅である。鵜方駅から路線バスで10数分かかる。

### 路線バス
2021年（令和3年）現在、阿児町甲賀には三重交通の安乗線と志島循環線が乗り入れており、国府三本松、F豊和苑前、国府、国府神社前、ゴルフ場前、国府白浜、国府坂の上、渡鹿野渡船場、F南上野、F北上野、Fガンナ橋、F農協倉庫
の12のバス停がある。国府三本松、F豊和苑前、国府の3つのバス停には安乗線と志島循環線の双方が乗り入れ、他のバス停はどちらか一方のみ乗り入れる。
■三重交通（志摩営業所管内）
- 安乗線（国府三本松、F豊和苑前、国府、国府神社前、ゴルフ場前、国府白浜、国府坂の上、渡鹿野渡船場、F南上野、F北上野バス停）[92]
  - 91系統 志摩病院
  - 91系統 鵜方駅前
  - 91系統 安乗埼灯台口
  - 91系統 安乗
- 志島循環線（国府三本松、F豊和苑前、国府、Fガンナ橋、F農協倉庫バス停）[92]
  - 92系統 志摩病院
  - 92系統 鵜方駅前

### 渡船

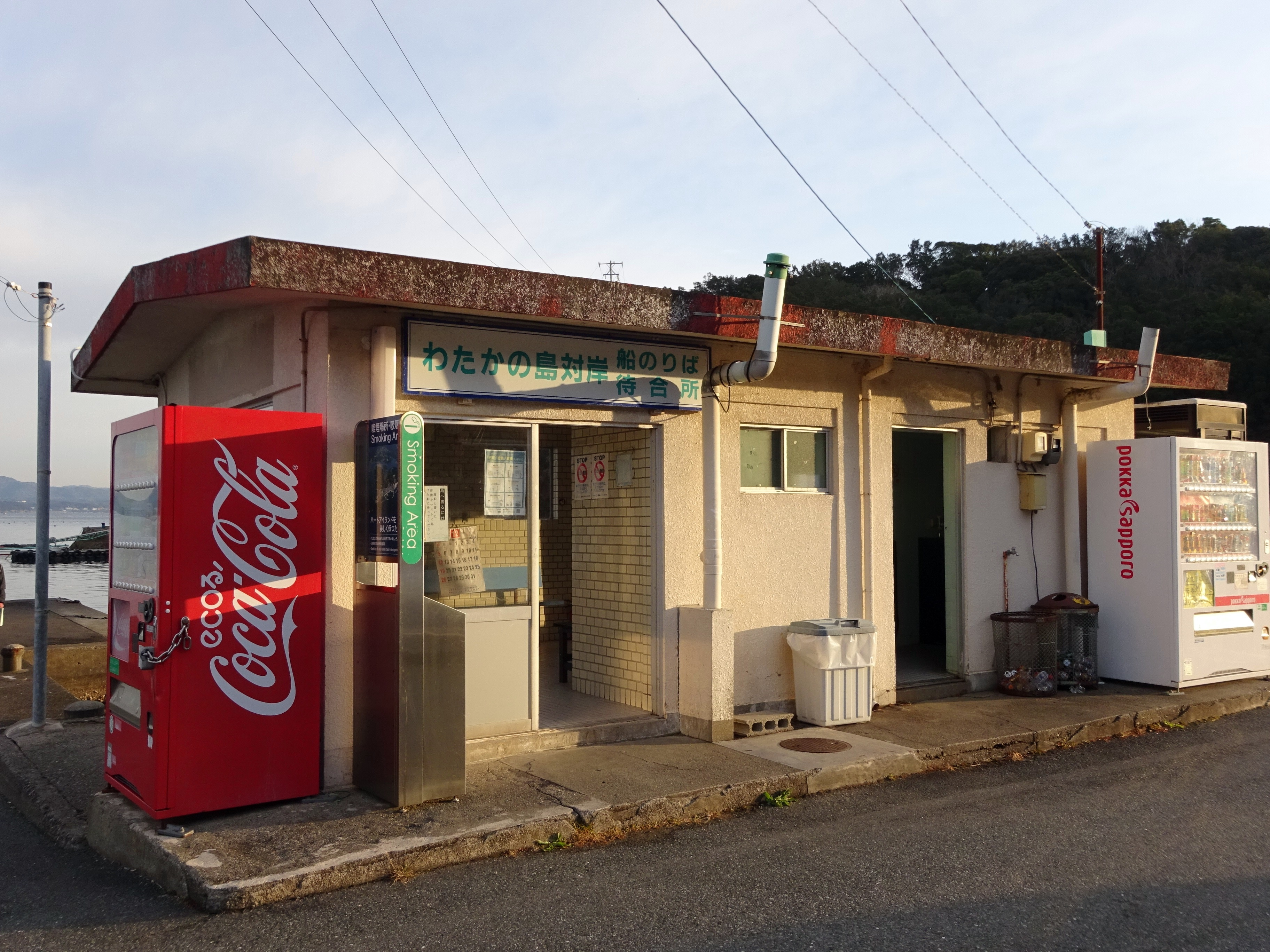
渡鹿野島対岸乗船場

国府に渡鹿野島への渡船場（渡鹿野島対岸）があり、渡鹿野島との間を渡船が3分で結んでいる。渡船に時刻表はなく、本土と渡鹿野島の間を頻繁に往復する。国府側の船着き場は、三重交通の渡鹿野渡船場バス停の前にある。

### 道路
三重県道61号磯部大王線
志摩市磯部町から国府・甲賀を経由して大王町波切に至る主要地方道。国府北部では、沿線に山林が続く。三重県道514号安乗港線との重複区間が存在する。古代にはすでに存在した道路で、1893年（明治26年）に「上島道」として三重県道に指定された。1959年（昭和34年）に「三重県道727号国府磯部線」および「三重県道425号的矢大王線」として改めて路線認定を受け、1994年（平成6年）に両線を廃止し、「三重県道61号磯部大王線」として指定し直した。
三重県道129号磯部大王自転車道線
志摩市磯部町と志摩市大王町を結ぶ約20 kmの自転車道で、太平洋岸自転車道の一部。穴川駅から国府まで自転車で32分ほど要する。磯部町方面から国府までは自転車道単独で整備された区間で、国府から甲賀方面へは三重県道61号磯部大王線および三重県道514号安乗港線の東側歩道部分が自転車道扱いになっている。
三重県道514号安乗港線
志摩市中心部の鵜方と安乗を結ぶ一般県道。国府から鵜方まで約5 km、安乗まで約4.5 kmある。三重県道61号磯部大王線との重複区間が存在する。国府の中央部を貫く。
三重県道750号阿児磯部鳥羽線
国府を起点とする一般県道。以前は磯部町三ヶ所へ向かう狭隘道路が県道認定されていたが、2021年（令和3年）4月1日に道路区域の変更が行われ、国府を通る区間は全線が三重県道61号磯部大王線との重複区間になった。

## 施設
- 国府地区公民館[104]
- 国府幼稚園（休園）[105]
- 国府地区防災施設[104]
- 国府社会体育館[104]
- 旧安乗中学校体育館[104]
- 介護老人保健施設 志摩豊和苑[106]
- 阿児国府郵便局[107]
- リゾートホテル ローズガーデン志摩[88]
- 民宿 豊[89]
- ファミリーマート志摩国府の浜店[108]

### 史跡
志摩国分寺（護国山国分寺）
小字まいせにある。聖武天皇の詔によって建立された国分寺の後継寺院とされ、中興と廃寺を繰り返しながら、現代まで残っている。本尊は薬師如来。周辺に御堂後・寺川原・大堂・大門など、国分寺に関係する小字名が残る。
宇多山源慶寺
真宗大谷派の仏教寺院。天正8年（1580年）に道念の開基により建立。
国府神社
江戸時代には国府村の鎮守・八王子社であった。明治3年（1870年）に神明宮、牛頭天王社、山神社、山王権現社、富士権現社を合祀し、「国府社」に改称した後、1907年（明治40年）に熊野社を合祀し国府神社に改称した。祭神は正勝吾勝勝速日天忍穂耳尊、天穂日命、天津彦根命。境内付近に古代の国庁があったと考えられる。
国府城
御天上山（ごてんしょやま）と呼ばれる、標高20 mほどの台地東端に位置する。城跡は大部分が耕地化しているが、東部以外の三方に土塁が残り、井戸跡もある。城主の三浦新介は2000余石持ちだったという記録があり、付近に御屋敷・堀・東殿・西殿・上屋敷・国府殿・四郎殿などの城に由来する小字が残ることから、勢力の大きさを窺える。また、国府城主の墓がある。
殿畑遺跡
小字殿畑にある、鎌倉時代から室町時代の集落跡の遺跡。的矢大王線（現・磯部大王線/安乗港線バイパス）の特殊改良工事に伴う発掘調査の結果、掘立柱建物跡10棟、石組みの排水路、陶磁器・土師器、至道元宝（宋銭）などが出土した。発掘面積に比して出土遺物が少なかったことから、津波などで自然流失したものと推定される。漁業関連の遺物は土錘1、2片だけであり、漁村的ではない。